# Mikael Ericsson
Mikael Ericsson (1960. február 28. –) svéd autóversenyző, kétszeres rali-világbajnoki futamgyőztes.

## Pályafutása
1981-ben hazája versenyén debütált a rali-világbajnokság mezőnyében. 1981-től 1993-ig vett részt világbajnoki futamokon. Ez idő alatt negyven versenyen indult, hétszer állt dobogón, hetvennyolc szakaszon lett első, és két versenyt nyert meg. Legelőkelőbb összetett világbajnoki helyezését az 1989-es szezonban érte el, amikor is a negyedik helyen zárta az évet.

### Rali-világbajnoki győzelem
| #  | Dátum                  | Rali          | Navigátor      | Autó                   | Összefoglaló |
| -- | ---------------------- | ------------- | -------------- | ---------------------- | ------------ |
| 1. | 1989. augusztus 1-5.   | Argentin rali | Claes Billstam | Lancia Delta Integrale | Összefoglaló |
| 2. | 1989. augusztus 25-27. | Finn rali     | Claes Billstam | Mitsubishi Galant VR-4 | Összefoglaló |

## Külső hivatkozások
- Profilja a rallybase.nl honlapon
- Profilja a juwra.com honlapon
- Profilja a rallye-info.com honlapon[halott link]